# Чемпионат Африки по дзюдо 2002
Чемпионат Африки по дзюдо 2002 года прошёл 4-7 октября в городе Каир (Египет).

## Медалисты

### Мужчины
| Весовая категория       | Золото                       | Серебро                     | Бронза                                                   |
| ----------------------- | ---------------------------- | --------------------------- | -------------------------------------------------------- |
| Суперлёгкая (до 60 кг)  | Омар Ребахи · Алжир          | Макрем Айед · Тунис         | Жан-Клод Камерун · Камерун Чади Эль-Дауа · Египет        |
| Полулёгкая (до 66 кг)   | Анис Лунифи · Тунис          | Амар Мериджа · Алжир        | Абделуахед Идриси Чорфи · Марокко Амин Эль-Хади · Египет |
| Лёгкая (до 73 кг)       | Хайтан Эль-Хоссайни · Египет | Нуреддин Ягуби · Алжир      | Феррид Хедер · Тунис Этога Бернарод Мвондо · Камерун     |
| Полусредняя (до 81 кг)  | Салим Бутабча · Алжир        | Абумедан Эль-Сайед · Египет | Хассен Мусса · Тунис Сафуан Аттаф · Марокко              |
| Средняя (до 90 кг)      | Халед Меддах · Алжир         | Адил Лакнифи · Марокко      | Хешам Месба · Египет Ростанд Мелапинг · Камерун          |
| Полутяжёлая (до 100 кг) | Бассел Эль-Гарбави · Египет  | Садок Халгуи · Тунис        | Сами Бельгрун · Алжир Джастин Гусен · ЮАР                |
| Тяжёлая (свыше 100 кг)  | Ислам Эль-Шехаби · Египет    | Анис Чедли · Тунис          | Стив Нгуэма Ндонг · Габон Мохамед Буайшауи · Алжир       |
| Абсолютная категория    | Анис Чедли · Тунис           | Бассел Эль-Гарбави · Египет | Адил Белгайд · Марокко Ростанд Мелапинг · Камерун        |

### Женщины
| Весовая категория      | Золото                      | Серебро                             | Бронза                                                         |
| ---------------------- | --------------------------- | ----------------------------------- | -------------------------------------------------------------- |
| Суперлёгкая (до 48 кг) | Имбарк Чахинез · Тунис      | Долли Муту · Маврикий               | Сорая Хаддад · Алжир Ибтиссам Зауи · Марокко                   |
| Полулёгкая (до 52 кг)  | Хортанс Дейдхиу · Сенегал   | Хайет Руини · Тунис                 | Ратиба Тарикет · Алжир Каутар Аль Андаги · Марокко             |
| Лёгкая (до 57 кг)      | Зохра Земамта · Алжир       | Карима Дхауади · Тунис              | Марьям Бангура · Гамбия Юдит Эллин Эссенг Аболо · Камерун      |
| Полусредняя (до 63 кг) | Сайда Дхахри · Тунис        | Зубида Бойякуб · Алжир              | Ясмин Сабра · Египет Хенриетта Мёллер · ЮАР                    |
| Средняя (до 70 кг)     | Ли Заху Блаво · Кот-д’Ивуар | Юсра Зриби · Тунис                  | Фатима Антон Мафегвим Онори · Камерун                          |
| Полутяжёлая (до 78 кг) | Худа бен Дая · Тунис        | Мелани Энгоанг · Габон              | Акисса Монни · Кот-д’Ивуар Кристелл Окодомбе Фогвинг · Камерун |
| Тяжёлая (свыше 78 кг)  | Хеба Хефни · Египет         | Самира Чхаб · Марокко               | Инсаф Яхьяуи · Тунис Амината Диатта · Сенегал                  |
| Абсолютная категория   | Хеба Хафни · Египет         | Кристелл Окодомбе Фогвинг · Камерун | Инсаф Яйяуи · Тунис Самира Чхаб · Марокко                      |